# USS LST-55
O USS LST-55 foi um navio de guerra norte-americano da classe LST que operou durante a Segunda Guerra Mundial.